# Gilberte Savary
Pour les articles homonymes, voir Savary.
Gilberte Thérèse Louise Savary, née à Paris 18e le 4 avril 1921 et morte aux Clayes-sous-Bois (Yvelines) le 14 mars 1992, est une  actrice française.
Elle ne tourna que 6 films dans des rôles d'enfant.

## Filmographie
- 1926 : La Faute de Monique de Maurice Gleize
- 1929 : Le Collier de la reine de Gaston Ravel et Tony Lekain
- 1930 : Le Rêve de Jacques de Baroncelli : Angélique, enfant
- 1931 : La Ronde des heures d'Alexandre Ryder : la petite Lilette
- 1931 : Tout ça ne vaut pas l'amour de Jacques Tourneur : la petite fille
- 1934 : Les Misérables de Raymond Bernard, film tourné en trois époques : Éponine Thénardier enfant